# Bang (EP)
Bang é um extended play (EP) da cantora britânica Rita Ora e do DJ e produtor cazaque Imanbek. Foi lançado para streaming e download digital em 12 de fevereiro de 2021 através da Asylum e Atlantic Records. O EP é a primeira coleção de Imanbek a conter várias canções diferentes. Eles colaboraram com músicos convidados, incluindo o DJ francês David Guetta, o rapper americano Gunna e o cantor argentino de trap Khea. Foi precedido pelo lançamento do single "Big", que traz tanto Guetta quanto Gunna.

## Antecedentes e produção
Ora e Imanbek estiveram trabalhando no projeto nos meses que antecederam seu lançamento. Bang foi oficialmente anunciado em 4 de fevereiro de 2021 como um extended play (EP) em conjunto entre Ora e Imanbek. Antes disso, quase um ano havia se passado desde o último lançamento de Ora, o single "How to Be Lonely" em 2020. Enquanto isso, o lançamento anterior de Imanbek foi o single "Goodbye" com o trio inglês Goodboys em 18 de dezembro de 2020. Em um artigo para a Official Charts Company, Rob Copsey descreveu o EP como "uma mistura de pop moderno, cultura de clube dos anos 80 e 90 e house que enche o chão". O EP foi escrito e produzido digitalmente através do Zoom, com Ora dizendo "[estávamos] procurando desenvolver conexões criativas com outros artistas, é incrível o quanto a tecnologia permitiu que nossa conexão brilhasse". No mesmo artigo, Imanbek disse, "foi muito divertido trabalhar no projeto de uma forma tão criativa. O projeto nos uniu não apenas criativamente, mas pessoalmente e foi uma ótima experiência." Elaborando mais sobre a experiência, ele disse "[Bang] foi um projeto globalmente colaborativo incluindo alguns dos meus artistas e produtores favoritos." Os tradutores foram usados para ajudar a artista e o produtor a colaborar devido às diferenças de idioma.

## Recepção critica
Ao escrever para a EDM.com, Cameron Sunkel descreveu Bang como uma "oferta de sons de clube elegantes, perfeitos para uma noite fora". Em sua crítica, Sunkel afirmou que a coleção não decepciona, "no início, a abertura do EP, 'Big', busca fazer uma declaração decisiva com letras chamativas e uma linha de baixo club ainda mais elegante." Ele elogiou a faixa "Mood" por mostrar a versatilidade de Ora, dizendo "enquanto ela tece sem esforço entre a entrega comovente e o rap rápido enquanto troca versos com o artista argentino Khea".

## Promoção e singles
Um curta metragem intitulado Bang (The Official EP Film), filmado na Bulgária, foi lançado em 12 de fevereiro de 2021 e incorpora as canções "Mood" (com Khea), "Big" (com David Guetta e Gunna) e a versão acústica de "Bang Bang".
"Big" foi lançado como o primeiro single do EP. O videoclipe apresenta uma roupa tradicional albanesa feita à mão pelo designer Kosovan Valdrin Sahiti, além de homenagear a herança albanesa de Ora e a herança cazaque de Imanbek. Falando no vídeo, Ora disse:
| “ | Eu fiz muitos videoclipes até agora na minha vida e este é de longe o videoclipe mais difícil e emocionante que já fiz... há muitos locais, muitas temperaturas frias. Eu realmente queria fazer algo visualmente único e criar um filme de fantasia do país das maravilhas. | ” |

Ora cantou "Bang Bang" na décima terceira temporada de Dancing on Ice da ITV em 14 de fevereiro de 2021. Mais tarde, ela cantou a música no The Tonight Show Starring Jimmy Fallon, Sunrise, Desfile do Mardi Gras de Sydney e no The Ellen DeGeneres Show.

## Alinhamento de faixas
| Bang           |                                                 | |                                             |         |  |
| N.º            | Título                                          | Compositor(es) | Produtor(es)                                | Duração |  |
| 1.             | "Big" (com David Guetta, participação de Gunna) | Rita Sahatçiu Ora David Guetta Alexander Izquierdo Ed Sheeran Imanbek Zeikenov Marcus Lomax Mike Hawkins Sergio Kitchens Sam Martin Toby Green William Spencer Bastian | Guetta Imanbek Hawkins Martin Green Bastian | 2:36    |  |
| 2.             | "Bang Bang"                                     | Ora Imanbek Gia Koka Harold Faltermeyer | Imanbek Koka Joe Hike Matt Waro             | 2:59    |  |
| 3.             | "Mood" (com Khea)                               | Ora Imanbe kAnthony Libet Koka Jonathan Latorre Lino Brownski Taoufik Korriche                                                                                         | Imanbek Koka Jeremia Jones Morgan Avenue    | 3:24    |  |
| 4.             | "The One"                                       | Ora Imanbek Caroline Ailin Frederik Castenschiold Eichen Kirill Lupinos Koda Marwen Tlili                                                                              | Imanbek                                     | 2:25    |  |
| Duração total: | Duração total:                                  | Duração total: | Duração total:                              | 11:24   |  |

| Lista de faixas da edição Bang (Acústico) |                                     |                           |         |  |
| N.º                                       | Título                              | Produtor(es)              | Duração |  |
| 1.                                        | "Big (acústico)" (com David Guetta) | Guy Langley Lael Goldberg | 2:40    |  |
| 2.                                        | "Bang Bang (acústico)"              | Langley Goldberg          | 3:05    |  |
| 3.                                        | "Mood (acústico)" (com Khea)        | Langley Goldberg          | 3:23    |  |
| 4.                                        | "The One (acústico)"                | Langley Goldberg          | 3:05    |  |
| Duração total:                            | Duração total:                      | Duração total:            | 12:13   |  |

Notas
- "Bang Bang" mostra a composição "Axel F" de Harold Faltermeyer.

## Créditos e pessoal
Créditos adaptados do TIDAL.
Gestão
Publicado pela Atlantic Records — distribuído por Warner Music Group
Artistas
| - Rita Ora — co-artista principal (faixas 1-4), vocal principal (todas as faixas) - David Guetta — artista co-líder (faixa 1) - Imanbek — artista co-líder (faixas 1–4) - Gunna — vocal em destaque (faixa 1) | - Jeremiah Jhauw — vocais de fundo (faixa 2) - Gia Koka — vocais de fundo (faixas 2-3) - Khea — vocal em destaque (faixa 3) - Koda — vocais de fundo (faixa 4) |

Músicos
| - Rita Ora — compositora (faixas 1–4) - David Guetta — produtor (faixa 1), programador (faixa 1) - Imanbek — compositor (faixas 1–4), produtor (faixas 1–4), programador (faixas 1, 4), mixagem (faixa 4) - William Spencer Bastian — compositor (faixa 1), produtor (faixa 1), programador (faixa 1) - Yvan Bing — engenheiro (faixa 1) - Leslie Brathwaite — mixagem (faixas 1–3) - Toby Green — compositor (faixa 1), produtor (faixa 1) - Mike Hawkins — compositor (faixa 1), produtor (faixa 1) - Sam Martin — compositor (faixa 1), produtor (faixa 1), programador (faixa 1) - Marcus Lomax — compositor (faixa 1) - Alexander Eskeerdo Izquierdo — compositor (faixa 1) - Ed Sheeran — compositor (faixa 1) - Gunna — compositor (faixa 1), vocais (faixa 1) - Florian Ongona — gravação vocal adicional (faixa 1) - Dave Kutch — mestre (faixas 1–4) | - Cameron Gower Poole — produção vocal (faixas 1–4) - Stent Mike "Spike" — mixagem (faixa 2) - Joe Hike — produtor (faixa 2), baixo (faixa 2), programador (faixa 2), designer de som (faixa 2) - Matt Waro — produtor (faixa 2), bateria (faixa 2), programador (faixa 2), designer de som (faixa 2), efeitos sonoros (faixa 2) - Matt Wolach — assistente de mixagem (faixa 2) - Gia Koka — compositora (faixa 2–3), produtora (faixa 2–3), baixo (faixa 2), programador (faixa 2), designer de som (faixa 2), arranjo (faixa 3), sintetizador de baixo (faixa 3), bateria (faixa 3), teclados (faixa 3) - Harold Faltermeyer — compositor (faixa 2) - Jeremia Jones — produtor (faixa 3), arranjador (faixa 3), sintetizador de baixo (faixa 3), bateria (faixa 3), teclado (faixa 3) - Khea — compositor (faixa 3), vocais (faixa 3) - Antonio "DJ Fuse" Olivera — engenheiro de gravação vocal adicional (faixa 3) - Morgan Avenue — produtor (faixa 3), arranjo (faixa 3), engenheiro (faixa 3) - Kim Arzbach — sintetizador (faixa 3) - Caroline Ailin — compositora (faixa 4) - Frederik Eichen — compositor (faixa 4) - Koda — compositor (faixa 4) |

## Desempenho nas tabelas musicais
| País — Tabela musical (2021)                         | Melhor posição |
| ---------------------------------------------------- | -------------- |
| Estados Unidos (Dance/Electronic Albums – Billboard) | 16             |

## Histórico de lançamento
| Região | Data                    | Formato(s)                 | Versão      | Gravadora(s)    | Ref.                 |
| ------ | ----------------------- | -------------------------- | ----------- | --------------- | -------------------- |
| Várias | 12 de fevereiro de 2021 | Download digital streaming | EP Original | Asylum Atlantic | [ 16 ] [ 17 ] [ 18 ] |
| Várias | 12 de março de 2021     | Download digital streaming | EP Acústico | Asylum Atlantic | [ 19 ] [ 20 ]        |